# Yacimiento arqueológico de La Legoriza
El yacimiento arqueológico de La Legoriza consiste en los restos de un poblado visigodo situado en el término municipal de San Martín del Castañar, perteneciente administrativamente a la Provincia de Salamanca, parte de la comunidad autónoma de Castilla y León en España.

## Contexto histórico
El yacimiento, excavado entre 2004 y 2008, se corresponde a los restos de un poblado visigodo dedicado a las actividades metalúrgicas y está datado en el siglo VII d. C..